# Lens (Salat)
Der Lens ist ein Fluss in Frankreich, der in der Region Okzitanien verläuft. Er entspringt im Ortsgebiet von Lasserre, entwässert generell Richtung Nordwest durch den Regionalen Naturpark Pyrénées Ariégeoises und mündet nach rund 26 Kilometern im Gemeindegebiet von Cassagne als rechter Nebenfluss in den Salat. Der Lens durchquert auf seinem Weg die Départements Ariège und Haute-Garonne.

## Orte am Fluss
(Reihenfolge in Fließrichtung)
- Lasserre
- Tourtouse
- Cassagne

## Sehenswürdigkeiten
- Pont de Carraou, Steinbrücke über den Fluss bei Cassagne, errichtet 1773, Monument historique[4]